# Wallerant Vaillant

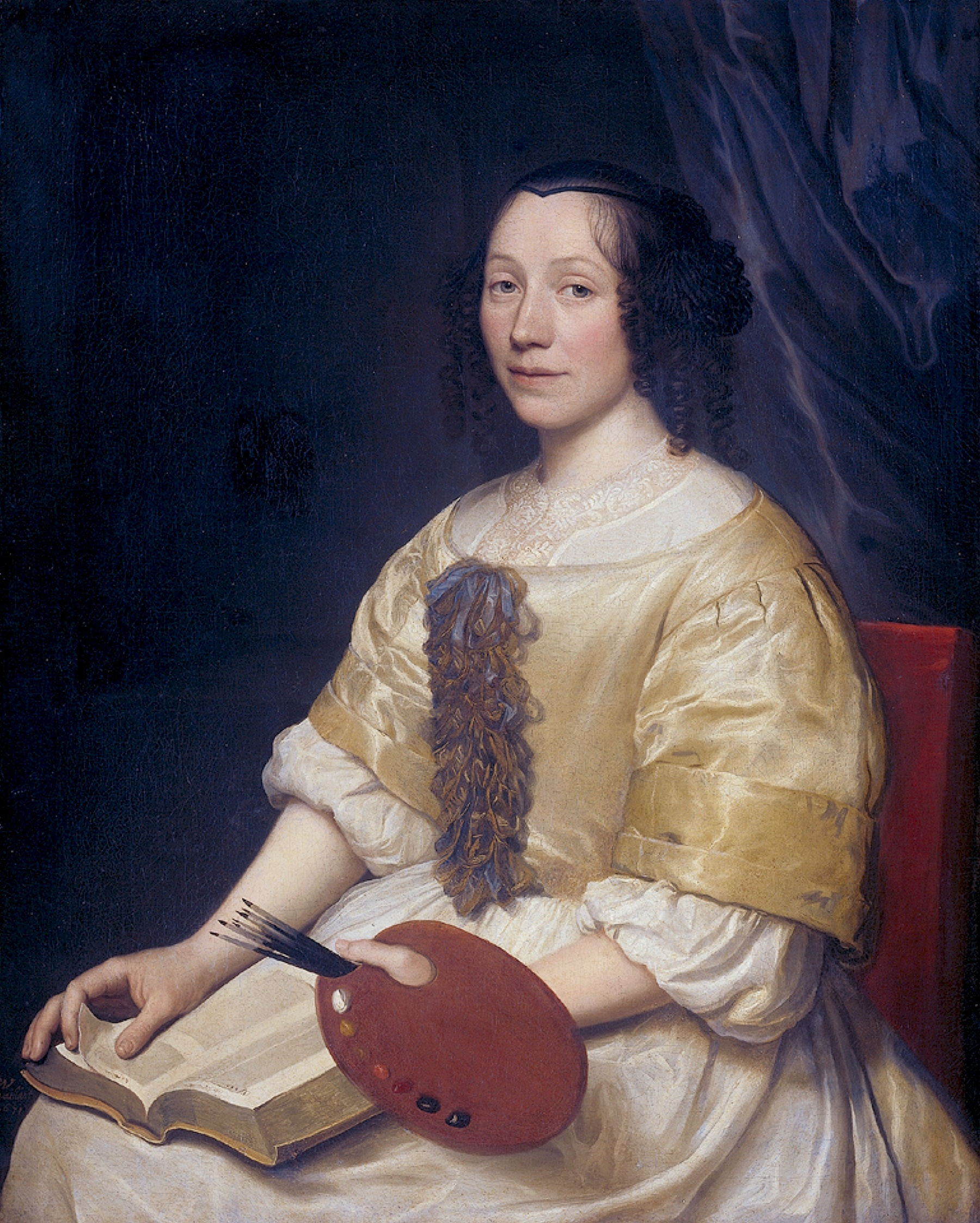
Wallerant Vaillant, Portret malarki Marii van Oosterwijk (1671)

Wallerant Vailland (ochrz. 30 maja 1623 w Lille, zm. 28 sierpnia 1677 w Amsterdamie) – holenderski malarz, rysownik i grafik pochodzenia francuskiego, portrecista.

## Życiorys
Był synem kupca. Terminował w warsztacie Erasmusa Quellinusa (młodszego) w Antwerpii. W 1647 został członkiem gildii św. Łukasza w Middelburgu. Działał w Amsterdamie, Frankfurcie nad Menem, Paryżu i Wiedniu.
Malował głównie portrety, ale także sceny rodzajowe i martwe natury typu trompe l'oeil. Jako jeden z pierwszych artystów uprawiał technikę mezzotinty (wykonał ok. 200 reprodukcji prac innych artystów). Był jednym z nielicznych w Holandii pastelistów.
Jego czterej bracia również byli malarzami portrecistami: Jacques (1625–1691), Jean (1627– po 1688), Bernard (1632–1698), Andries (1655–1693).

## Wybrane dzieła
- Autoportret - 73,5 x 59 cm, Gemäldegalerie, Berlin
- Autoportret - ok. 1645, 70,5 x 55,5 cm, Galeria Drezdeńska
- Malarka kwiatów Maria van Oosterwijck - 1671, 96 x 78 cm, Rijksmuseum, Amsterdam
- Portret Jacoby Bicker - 1674, 73 × 60 cm, Historisch Museum, Amsterdam
- Portret młodej kobiety z trójką dzieci - 1677, 63 x 77 cm, Rijksmuseum, Amsterdam
- Portret podwójny małżonków - 129,5 x 114 cm, Gemäldegalerie, Berlin
- Regentki walońskiego sierocińca w Amsterdamie - 1671, Maison Descartes, Amsterdam
- Rysujący chłopiec - Luwr, Paryż
- Tablica z listami i piórem za czerwonymi wstążkami - 1658, 51,5 x 40,5 cm, Galeria Obrazów Starych Mistrzów w Dreźnie